# برايان كيلي (مؤرخ)
برايان كيلي (بالإنجليزية: Brian Kelly)‏ هو مؤرخ أمريكي، ولد في 10 أغسطس 1958.